# Modelos (Paços de Ferreira)
```

```

Modelos é uma localidade portuguesa do Município de Paços de Ferreira com 2,45 km² de área e 1 594 habitantes (2011), e, por isso, uma densidade populacional de 650,6 hab./km².
A Freguesia de Modelos foi extinta em 2013, no âmbito de uma reforma administrativa nacional, mas em 2024 através de vários pedidos dos habitantes de Modelos que se sentiram invadidos, a Câmara Municipal enviou a Assembleia da República o pedido de desagregação que inicialmente foi chumbada mas na segunda tentativa foi aceite por unanimidade. 

## População
| População da freguesia de Modelos | População da freguesia de Modelos | População da freguesia de Modelos | População da freguesia de Modelos | População da freguesia de Modelos | População da freguesia de Modelos | População da freguesia de Modelos | População da freguesia de Modelos | População da freguesia de Modelos | População da freguesia de Modelos | População da freguesia de Modelos | População da freguesia de Modelos | População da freguesia de Modelos | População da freguesia de Modelos | População da freguesia de Modelos |
| --------------------------------- | --------------------------------- | --------------------------------- | --------------------------------- | --------------------------------- | --------------------------------- | --------------------------------- | --------------------------------- | --------------------------------- | --------------------------------- | --------------------------------- | --------------------------------- | --------------------------------- | --------------------------------- | --------------------------------- |
| 1864                              | 1878                              | 1890                              | 1900                              | 1911                              | 1920                              | 1930                              | 1940                              | 1950                              | 1960                              | 1970                              | 1981                              | 1991                              | 2001                              | 2011                              |
| 261                               | 325                               | 364                               | 325                               | 392                               | 354                               | 472                               | 584                               | 726                               | 924                               | 1 195                             | 1 619                             | 1 974                             | 1 651                             | 1 594                             |

| Distribuição da População por Grupos Etários | Distribuição da População por Grupos Etários | Distribuição da População por Grupos Etários | Distribuição da População por Grupos Etários | Distribuição da População por Grupos Etários | Distribuição da População por Grupos Etários | Distribuição da População por Grupos Etários | Distribuição da População por Grupos Etários | Distribuição da População por Grupos Etários | Distribuição da População por Grupos Etários |
| -------------------------------------------- | -------------------------------------------- | -------------------------------------------- | -------------------------------------------- | -------------------------------------------- | -------------------------------------------- | -------------------------------------------- | -------------------------------------------- | -------------------------------------------- | -------------------------------------------- |
| Ano                                          | 0-14 Anos                                    | 15-24 Anos                                   | 25-64 Anos                                   | > 65 Anos                                    |                                              | 0-14 Anos                                    | 15-24 Anos                                   | 25-64 Anos                                   | > 65 Anos                                    |
| 2001                                         | 373                                          | 299                                          | 853                                          | 126                                          |                                              | 22,6%                                        | 18,1%                                        | 51,7%                                        | 7,6%                                         |
| 2011                                         | 281                                          | 244                                          | 871                                          | 198                                          |                                              | 17,6%                                        | 15,3%                                        | 54,6%                                        | 12,4%                                        |